# Vi rút gây viêm phổi cho người
Vi rút gây viêm phổi cho người (HMPV hoặc hMPV) là một loại vi rút RNA thuộc họ Pneumoviridae. Nó có họ hàng gần với vi rút gây viêm phổi ở gia cầm (AMPV) nhóm C. Vi rút này được phát hiện lần đầu tiên vào năm 2001 tại Hà Lan nhờ một kỹ thuật xét nghiệm đặc biệt (RAP-PCR), giúp tìm ra các vi rút chưa được biết đến trước đó trong tế bào nuôi cấy.
Tính đến năm 2016, HMPV là nguyên nhân gây nhiễm trùng đường hô hấp cấp tính phổ biến thứ hai ở trẻ em khỏe mạnh dưới 5 tuổi tại một phòng khám ngoại trú lớn ở Hoa Kỳ, chỉ xếp sau vi rút hợp bào hô hấp (RSV).
Trẻ sơ sinh mắc HMPV có nguy cơ nhập viện cao nhất trong độ tuổi từ 6 đến 12 tháng, muộn hơn so với RSV, thường xảy ra ở trẻ từ 2 đến 3 tháng tuổi. HMPV có các triệu chứng lâm sàng và mức độ nghiêm trọng tương tự RSV. Ngoài ra, vi rút này cũng là nguyên nhân quan trọng gây bệnh ở cả trẻ sơ sinh và người cao tuổi.